# 短鬚粒鯰
短须粒鲶（学名：Akysis brachybarbatus）为粒鲇科粒鲇属的鱼类。多见于砾石底质的清潭流水以及常在石头的背流面水流较缓处及漂浮的植物残渣下面觅食。该物种的模式产地在云南。為亞熱帶淡水魚，分布於亞洲中國雲南省瀾滄江流域，體灰白色，吻尖至背鰭基部褐色，背鰭、胸鰭及尾鰭具有黑色斑點及深褐色縱紋，具1脂鰭，頭寬而扁平，具4對觸鬚，體長可達3.4公分，棲息在水質清澈、礫石底質的底層水域，生活習性不明。